# Seiplax
Seiplax är en by i norra Oravais i Vörå kommun i Österbotten.
Seiplax är en havsnära by vid Norrfjärden, till större delen väster om riksväg  8 på gränsen till Nykarleby stad i norr. Seiplax gränsar till Gunilack i norr, Harjux i nordost, Ånäs och Stubbrödsel i söder.
Seiplax var skattehemman nummer 9 i Oravais mantalsby. Namnet Seiplax användes ursprungligen för alla byns invånare. År 2019 fanns det 25 levande personer i Finland med efternamnet Seiplax registrerade hos Befolkningsregistercentralen.

## Etymologi
Byns namn är sammansatt av finskans seipi ('stäm', en slags karpfisk) och laksi 'vik'. Seiplax nämns för första gången i skrift 1549, då stavat Sepelax.